# Lukita Maxwell
Pour les articles homonymes, voir Maxwell.
Lukita Maxwell, née le 28 octobre 2001 à Jakarta, en Indonésie, est une actrice américaine.

## Carrière
En 2021, elle interprète Delilah dans la série télévisée adolescente d'HBO, Generation.
Depuis 2023, elle est à l'affiche de la série télévisée Apple TV+, Shrinking, aux côtés de Jason Siegel et Harrison Ford,.

## Filmographie

### Cinéma

#### Longs métrages
- À venir : An Autumn Summer de Jared Isaac : Cody
- À venir : The Young Wife de Tayarisha Poe (en)
- 2024 : L'I.A. du mal (AfrAId) de Chris Weitz

#### Courts métrages
- 2016 : Where the End Begins de Ron Vignone : Susan
- 2021 : The Beginning and The Middle de Alexis G. Zall : Olive
- 2022 : Lucky Fish de Emily May Jampel : Maggie
- 2022 : Wake de Chase Sui Wonders : Edith

### Télévision
- 2016 : Speechless : Jillian (4 épisodes)
- 2021 : Generation : Delilah (16 épisodes)
- 2023 : Shrinking : Alice